# Alan Bannister
Alan Bannister (Manchester, 3 novembre 1922 – Manchester, 18 maggio 2007) è stato un pistard britannico.

## Palmarès
- Giochi olimpici

Londra 1948: argento nel tandem.